# Солтлик-Крик
Солтлик-Крик (англ. Saltlick Creek) — река в США, в центральной части штата Западная Виргиния. Приток реки Литл-Канова, которая в свою очередь является притоком реки Огайо. Составляет 28,5 км в длину; площадь водосборного бассейна — 130 км².
Протекает через территорию округа Бракстон. Берёт начало в 3,2 км к югу от Флатвудс и течёт преимущественно на север через Корлей, Роллисон и Джим, впадая в реку Литл-Канова в Бёрнсвилл. Примерно 80 % от территории бассейна занимают леса, преимущественно широколиственные. 18 % территории занимают пастбища и сельскохозяйственные угодья.